# Cnemaspis timoriensis
Cnemaspis timoriensis är en ödleart som beskrevs av  Duméril och BIBRON 1836. Cnemaspis timoriensis ingår i släktet Cnemaspis och familjen geckoödlor. Inga underarter finns listade i Catalogue of Life.